# Ibrahima Sow
Ibrahima Sow (Dakar, Senegal, 26 de enero de 2007) es un futbolista senegalés. Juega de delantero y su equipo actual es el Sevilla Atlético de la Primera División RFEF, tercera categoría del fútbol español. Es el primo del también futbolista del Sevilla Atlético, Bakary Sow.

## Trayectoria

### Inicios y filiales del Sevilla FC
Comenzó a jugar al fútbol infantil en la Escuela de Fútbol de Torre del Mar antes de ser fichado por la A.D. Torreño.	En 2018 pasó a formar parte de la cantera del Sevilla FC.
En 2019 jugó en la Liga Promises, de la que fue Pichichi, y también formó parte de la selección andaluza Sub-14. Se ganó la popularidad de los aficionados de dicho torneo por medir 1,75 m con tan sólo 12 años.
En la temporada 2023-24 subió al Sevilla Fútbol Club "C" con el que disputó siete partidos, en los que anotó dos goles, y ante las lesiones de varios jugadores en el primer filial se decidió que saltará al Sevilla Atlético. Debutó en octubre de 2023 contra el Manchego Ciudad Real.
Una nueva serie de lesiones en el primer equipo y su buen hacer hicieron que fuese convocado para jugar en Liga y la Champions League en la que ya venía jugando en su versión juvenil por segundo año consecutivo.
En la pretemporada de la 2024-25 alternó partidos con el primer y el segundo equipo.

## Estadísticas
Actualizado al último partido disputado el 23 de febrero de 2025.
| Club                      | Div.          | Temporada     | Liga  | Liga  | Liga   | Copas nacionales | Copas nacionales | Copas nacionales | Copas internacionales(1) | Copas internacionales(1) | Copas internacionales(1) | Total | Total | Total  |
| Club                      | Div.          | Temporada     | Part. | Goles | Asist. | Part.            | Goles            | Asist.           | Part.                    | Goles                    | Asist.                   | Part. | Goles | Asist. |
| ------------------------- | ------------- | ------------- | ----- | ----- | ------ | ---------------- | ---------------- | ---------------- | ------------------------ | ------------------------ | ------------------------ | ----- | ----- | ------ |
| Sevilla FC "C" · España   | 4.ª           | 2023-24       | 11    | 2     | 0      | -                | -                | -                | -                        | -                        | -                        | 11    | 2     | 0      |
| Sevilla FC "C" · España   | Total club    | Total club    | 11    | 2     | 0      | 0                | 0                | 0                | 0                        | 0                        | 0                        | 11    | 2     | 0      |
| Sevilla Atlético · España | 4.ª           | 2023-24       | 15    | 3     | 1      | -                | -                | -                | 10                       | 0                        | 0                        | 25    | 3     | 1      |
| Sevilla Atlético · España | 3.ª           | 2024-25       | 21    | 1     | 0      | -                | -                | -                | -                        | -                        | -                        | 21    | 1     | 0      |
| Sevilla Atlético · España | Total club    | Total club    | 36    | 4     | 1      | 0                | 0                | 0                | 10                       | 0                        | 0                        | 46    | 4     | 1      |
| Total carrera             | Total carrera | Total carrera | 47    | 6     | 1      | 0                | 0                | 0                | 10                       | 0                        | 0                        | 57    | 6     | 1      |

## Palmarés
| Título             | Club (*)         | País   | Año     |
| ------------------ | ---------------- | ------ | ------- |
| Segunda Federación | Sevilla Atlético | España | 2023-24 |